# Atlas (Film, 2024)
Atlas ist ein US-amerikanischer Spielfilm aus dem Jahr 2024 mit Jennifer Lopez, Simu Liu, Sterling K. Brown und Gregory James Cohan, der unter der Regie von Brad Peyton nach einem Drehbuch von Leo Sardarian und Aron Eli Coleite entstand. Auf Netflix wurde der Science-Fiction-Actionfilm am 24. Mai 2024 veröffentlicht.

## Handlung
Im Jahr 2043 führt der humanoide KI-Terrorist Harlan einen Krieg der Maschinen gegen die Menschheit, der 3 Millionen Todesopfer fordert. Die Menschheit kann in diesem ungleichen Krieg mehrere Erfolge verbuchen. Harlan sieht sich gezwungen die Erde vorerst zu verlassen.
Jahrzehnte später erscheint eine KI namens Casca auf der Erde. Nachdem es den Truppen der Internationalen Coallianz der Nationen (ICN) gelang ihn festzusetzen, wird Atlas Shepherd, eine Daten-Analystin mit tiefem Misstrauen gegenüber künstlicher Intelligenz (KI), und Tochter von Harlans Schöpferin, um Unterstützung gebeten.
Die folgende Mission gilt dem flüchtigen Harlan, der nach wie vor eine Bedrohung für die Menschheit darstellt. Atlas Shepard entscheidet sich Teil dieser Mission zu werden. Als das Raumschiff überraschenderweise angegriffen wird, gelingt es Colonel Banks, Shepard in einen KI-unterstützten Mech namens Smith zu verfrachten.
Nach einer Bruchlandung auf dem fremden Planeten entwickelt Atlas widerwillig eine neuronale Bindung zu Smith. Atlas wird gefangen genommen, während sie Harlans Pläne erfährt: Er will die Menschheit nahezu auslöschen und eine neue Weltordnung unter KI-Führung schaffen. Später gelingt es ihr jedoch, sich erneut mit dem Mech-Robot zu verbinden und zu entkommen. Einen neuen Kampf mit Harlans Streitkräften kann sie jetzt für sich entscheiden und auch Harlan überlisten.
Zurück auf der Erde entdeckt Atlas, dass Smith' Bewusstsein möglicherweise in einem neuen Mech weiterlebt, was Hoffnung auf eine Fortsetzung ihrer Verbindung bietet.

## Besetzung und Synchronisation
Die deutschsprachige Synchronisation übernahm die FFS Film- & Fernseh-Synchron. Dialogregie führte Ursula von Langen, die auch das Dialogbuch schrieb.
| Rolle               | Darsteller          | Synchronsprecher  |
| ------------------- | ------------------- | ----------------- |
| Atlas Shepherd      | Jennifer Lopez      | Natascha Geisler  |
| Casca Decius        | Abraham Popoola     | Jan Odle          |
| Col. Elias Banks    | Sterling K. Brown   | Sebastian Winkler |
| General Jake Boothe | Mark Strong         | Tom Vogt          |
| Harlan Shepherd     | Simu Liu            | Xiduo Zhao        |
| Smith               | Greg Cohan (Stimme) | Philipp Moog      |

## Produktion und Hintergrund
Der Film wurde von Safehouse Pictures, ASAP Entertainment, Nuyorican Productions und Berlanti-Schechter Films produziert, als Produzenten fungierten Greg Berlanti, Jeff Fierson, Elaine Goldsmith-Thomas, Joby Harold, Jennifer Lopez, Benny Medina, Brad Peyton, Sarah Schechter und Tory Tunnell.
Dreharbeiten fanden 2022 in Los Angeles und Neuseeland statt. Die Kamera führte John Schwartzman, die Musik schrieb Andrew Lockington und die Montage verantwortete Bob Ducsay. Das Production-Design gestaltete Barry Chusid und das Kostümdesign Daniel Orlandi.
Hauptdarstellerin Jennifer Lopez hatte zuvor für The Mother (2023) mit Netflix zusammengearbeitet. Von der Motion Picture Association erhielt der Film ein PG-13-Rating.
Als Inspiration für den Film dienten Regisseur Brad Peyton unter anderem der Ego-Shooter Titanfall sowie die Robinsonade Cast Away – Verschollen mit Tom Hanks.

## Rezeption

### Kritiken
Der Film erhält insgesamt negative Kritiken. Auf der Kritiker-Aggregationsseite Rotten Tomatoes erhält der Film nur 18 % positive Bewertungen, bei 22 Kritiken und einer durchschnittlichen Bewertung von 4⁄10.
Lutz Granert vergab auf Filmstarts.de 3,5 von 5 Sternen. Die vor allem aus James-Cameron-Blockbustern bekannten Plot-Versatzstücke würden auf erfrischende Weise neu zusammengesetzt. Die kurzweilige Science-Fiction-Action besteche mit beeindruckenden CGI-Effekten und einer facettenreich agierenden Hauptdarstellerin.
Gaby Tscharner Patao bewertete den Film auf cineman.ch mit 2,5 von 5 Sternen. Sie bezeichnete die Produktion als mittelmäßigen Actionfilm, der das schauspielerische Talent und den Charme von Jennifer Lopez nur wenig zur Geltung bringe.
Dani Maurer meinte auf outnow.ch, dass die Produktion zwar ein paar Gefahren der künstlichen Intelligenz anspreche, aber dann doch mehrheitlich auf Explosionen und Geballer setze. Deswegen passe das Finale nicht mehr so gut zum Rest des Films, der eine solide Story erzähle und wunderbare Bilder liefere.
Oliver Armknecht vergab auf film-rezensionen.de vier von zehn Punkten. Spannend sei das Ergebnis kaum, beim Inhalt wurde weitestgehend irgendwas zusammengeklaut. Aber es passiere auch nicht so viel, dass man über dieses Manko hinwegsehen könne.
Die New York Times schrieb in einer Rezension: „Es ist ein faszinierendes Konzept, denn eine offene Frage sowohl auf dem Bildschirm als auch im wirklichen Leben ist, ob KI von Natur aus gut oder schlecht oder neutral ist oder eine andere vierte Sache, die wir noch nicht ganz in Worte gefasst haben.“ Die New York Times lobte auch Lopez’ Leistung in dem Film und schrieb: „Lopez, die auch als Produzentin an dem Film beteiligt war, stürzt sich mit Hingabe in die Rolle, eine Leistung, die besonders beeindruckend ist, wenn man bedenkt, dass sie die ganze Zeit über weitgehend allein ist.“

### Abrufe
In der Startwoche erreichte der Film 28 Millionen Views und gelangte auf Platz eins der deutsche Netflix-Wochencharts.
Im ersten Halbjahr 2024 lag der Film mit insgesamt 77,1 Millionen Views auf Platz sieben der meistgeschauten Netflix-Filme. Mit 66 Millionen Views im Jahr 2024 lag der Film auf Platz acht in der Netflix-Jahresauswertung.

### Auszeichnungen und Nominierungen
Goldene Himbeere 2025
- Nominierung in der Kategorie Schlechteste Schauspielerin (Jennifer Lopez)[20]